# NGC 477

NGC 477

NGC 477 هي مجرة حلزونية تقع في كوكبة المرأة المسلسلة (كوكبة). تبعد حوالي 250 مليون سنة ضوئية من الأرض واكتشفها عالم الفلك ويليام هيرشيل في 18 أكتوبر 1786.

## وصلات خارجية
- NGC 477 على موقع ويكي سكاي: DSS2, SDSS, GALEX, IRAS, Hydrogen α, X-Ray, Astrophoto, Sky Map, Articles and images